# معركة بايا
معركة بايا (بالرومانية: Bătălia de la Baia)‏ هي معركة وقعت في 15 ديسمبر 1467 بين أمير مولدوفا ستيفان الكبير وملك المجر ماتياس كورفينوس. وكانت تلك المعركة آخر محاولات المجر للاستلاء على مولدوفا وضمها إلى مملكة المجر، وكانت جميع المحاولات السابقة قد باءت بالفشل.
وجاءت محاولة الغزو تلك بعدما ضم شتيفان الكبير حصن شيليا Chilia وهو ميناء يقع على ساحل البحر الأسود كانت تسيطر عليه القوات المجرية، والذي كان يعتبر من أراضي مولدوفا قبل قرون مضت.
وانتهت المعركة بهزيمة مريرة للمجريين، رغم أن جيشهم كان يفوق من حيث العدد الجيش المولدافي بثلاثة أضعاف. وقد وضعت تلك الهزيمة حدا للمحاولات المجرية لضم مولدوفا. وقد أصيب الملك كورفينوس في تلك المعركة ونجح بالهرب إلى ترانسيلفانيا ومات نتيجة الإصابة بعد أيام.